# Homalium gitingense
Homalium gitingense är en videväxtart som beskrevs av Adolph Daniel Edward Elmer. Homalium gitingense ingår i släktet Homalium och familjen videväxter. Inga underarter finns listade i Catalogue of Life.